# Noël Burch
Noël Burch (San Francisco, 22 de gener de 1932) és un crític i teòric de cinema nord-americà que es va mudar a França a molt primerenca edat. Famós per tot el seu treball teòric i la seva contribució de termes comunament utilitzats per acadèmics cinematogràfics com: modes de representació institucional (IMR per les seves sigles en anglès) i per les seves teories compilades en llibres com Theory of Film Practice i La lucarne de L'Infini.
En el seu llibre Praxi del cinema proposa un interessant mètode d'anàlisi. El seu treball sobre l'espai fílmic es recolza en l'estudi de la pel·lícula muda de Renoir "Nana", on es valora el seu ús del fora de camp.
La seva major contribució a la història de la crítica cinematogràfica no va ser la seva definició de les metàfores fílmiques del Hollywood clàssic, que ja havien estat fetes, sinó el seu enfocament al cinema prematur. Aquí, ell va identificar una sèrie d'estils que anomenaria modes de representació primitius (PMR per les seves sigles en anglès). En fer-ho, va trobar el que va pensar era un cinema més pur, sense haver-se corromput per la ideologia burgesa.
Sigui que la seva ideologia va modelar el seu enteniment dels estils cinematogràfics, o viceversa, la seva Teoria de la Pràctica Fílmica és un dels treballs clau per a la crítica del cinema Western.
En el prefaci de l'edició de 1980 de la Praxi del cinema, Burch va repudiar algunes de les seves teories inicials, expandides en la seva limitada concepció del formalisme que ell posseïa i aplicades a les arts cinematogràfiques. Però, Burch insisteix que el lector ha de “escodrinyar les llavors que segueixin encara en les runes”.
En el seu llibre Al Distant Observador, malgrat ser freqüentment criticat com autocomplaent i selectiu de la idealització de l'estètica japonesa al servei de la seva pròpia ideologia marxista antiestructuralista, roman com la més robusta història del cinema Japonès escrita per un occidental.
El 1998 va codirigir el documental coproducció de l'Argentina i França, Aller simple (Tres històries del Riu de la Plata).
En 2010 Noël Burch va rebre el Venice Horizons Award en el Venice Film Festival per la seva pel·lícula documental The Forgotten Space.
El gener de 2013 Noël Burch va llançar una campanya de recaptació de fons a Kickstarter.com per fer la pel·lícula narrativa The Gentle Art Of Tutelage.